# Euphorbia tauricola
Euphorbia tauricola är en törelväxtart som beskrevs av Jaroslav Ivanovic Yaroslav Ivanovich Prokhanov. Euphorbia tauricola ingår i släktet törlar, och familjen törelväxter. Inga underarter finns listade i Catalogue of Life.